# Nhật Bản trong Thế chiến thứ nhất

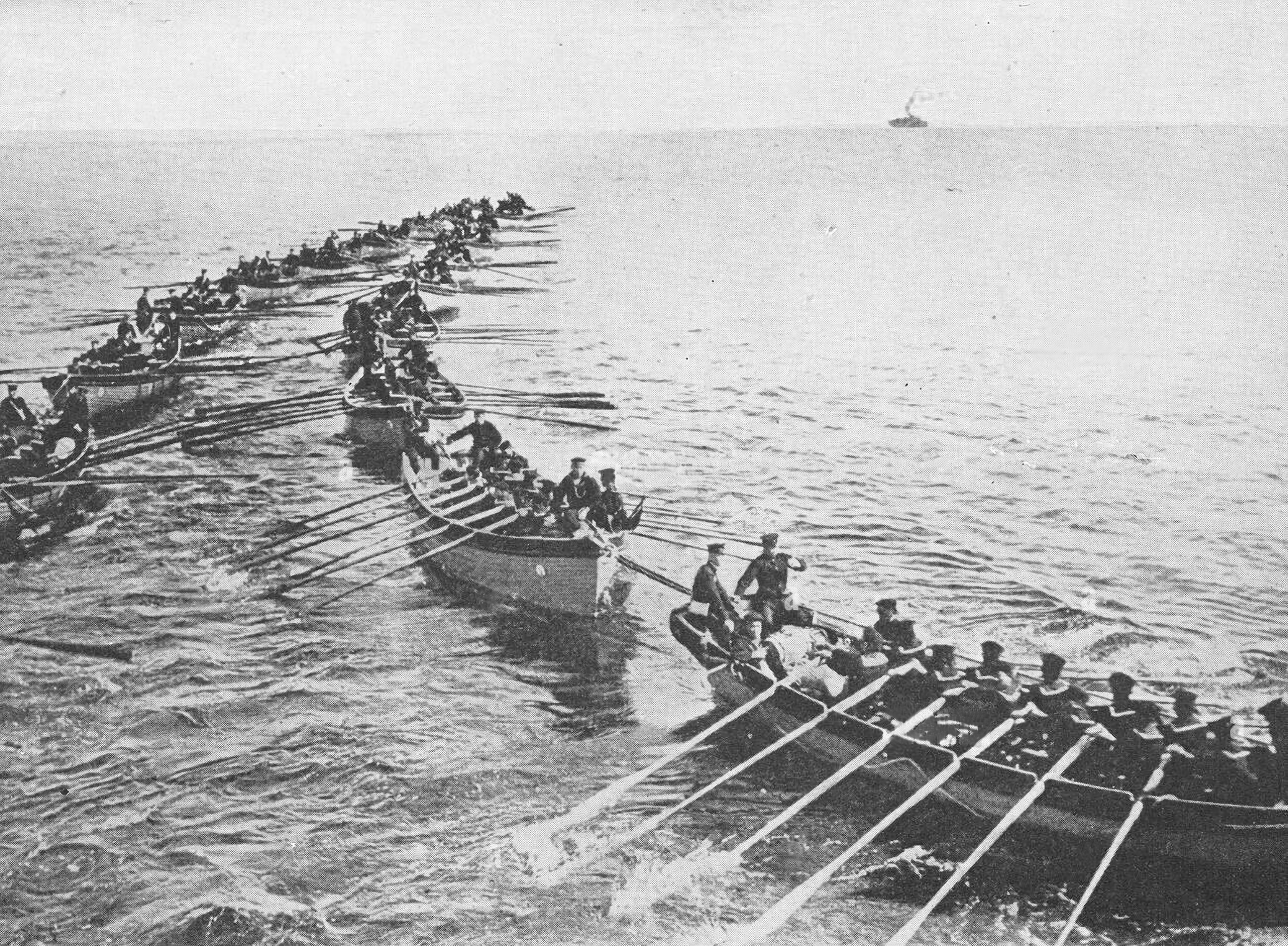
Quân Nhật đổ bộ gần Thanh Đảo.

Từ năm 1914 đến năm 1918, Nhật Bản tham gia chiến tranh thế giới thứ nhất trong liên minh với các cường quốc thực thụ và đóng một vai trò quan trọng trong việc đảm bảo các tuyến đường biển ở Tây Thái Bình Dương và Ấn Độ Dương chống lại Hải quân Hoàng gia Đức. Về mặt chính trị, Nhật Bản đã nắm lấy cơ hội mở rộng phạm vi ảnh hưởng ở Trung Quốc và được công nhận là một cường quốc trong chiến lược địa chính trị thời hậu chiến.
Lợi dụng khoảng cách địa lí xa xôi và sự bận tâm của Đức chủ yếu đặt lên chiến sự ở châu Âu, quân đội Nhật Bản đã chiếm giữ tài sản của Đức ở Thái Bình Dương và Đông Á, nhưng không thực hiện động thái quy mô lớn nào lên nền kinh tế. Ngoại trưởng Katō Takaaki và Thủ tướng Ōkuma Shigenobu muốn tận dụng cơ hội mở rộng sự ảnh hưởng của Nhật Bản tại Trung Quốc. Họ gia nhập Sun Yat-sen (1866-1925), sau đó sống cảnh lưu vong ở Nhật, nhưng họ đã không thành công. Hải quân Hoàng gia Nhật Bản, một cơ quan gần như tự trị, đã tự đưa ra quyết định tiến hành sự bành trướng ở Thái Bình Dương. Cơ quan này đã chiếm lãnh thổ Micronesian của Đức ở phía bắc đường xích đạo, và cai trị các hòn đảo cho đến năm 1921. Chiến dịch quân sự đã đưa ra lý do để thuyết phục Hải quân để có thể mở rộng ngân sách của mình bằng cách tăng gấp đôi ngân sách so với quy định của quân đội và mở rộng đội tàu thuyền. Do đó, Hải quân đã có được tầm ảnh hưởng đáng kể về chính trị đối với các vấn đề quốc gia và quốc tế.

## Những sự kiện của năm 1914

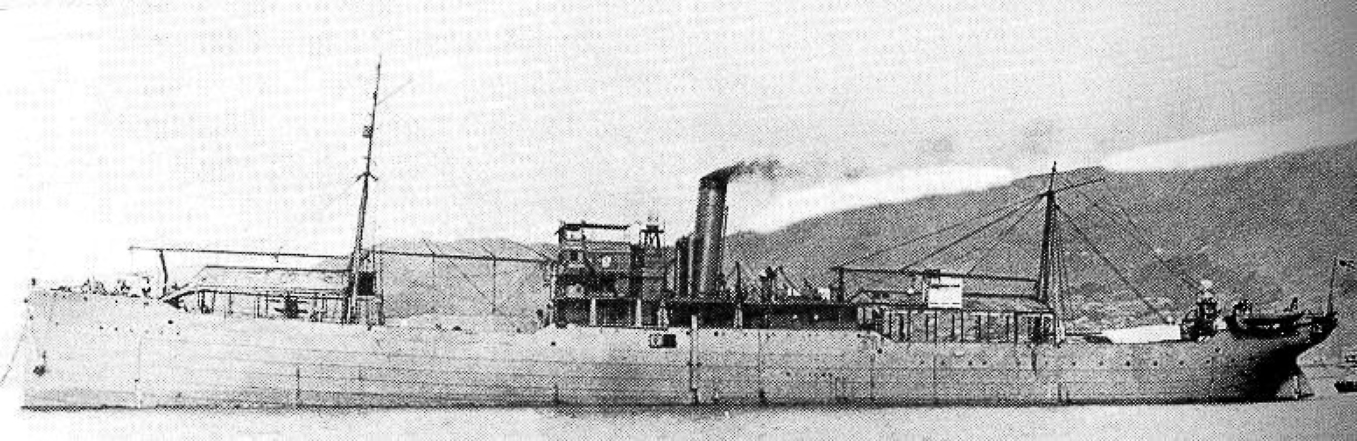
Tàu chở thủy phi cơ Nhật Wakamiya (1913)

Trong tuần đầu tiên của Chiến tranh thế giới thứ nhất, Nhật Bản đã đề xuất với Vương quốc Anh - đồng minh của mình từ năm 1902, rằng Nhật Bản sẽ tham chiến nếu họ có thể chiếm lãnh thổ Thái Bình Dương của Đức. Vào ngày 7 tháng 8 năm 1914, chính phủ Anh chính thức yêu cầu Nhật Bản trợ giúp trong việc chống lại các lực lượng trên biển từ Hải quân Đức trong và xung quanh vùng biển Trung Quốc. Nhật Bản đã gửi cho Đức một tối hậu thư vào ngày 23 tháng 8 năm 1914, mà đã không được đáp lại; sau đó, Nhật Bản chính thức tuyên chiến với Đức vào ngày 23 tháng 8 năm 1914. Khi Áo-Hung từ chối rút tàu tuần dương Austro-Hunger Kaiserin Elisabeth từ Thanh Đảo, Nhật Bản cũng tuyên chiến với Áo-Hung vào ngày 25 tháng 8 năm 1914.
Các lực lượng Nhật Bản nhanh chóng chiếm đóng vùng lãnh thổ phụ thuộc Đức ở Viễn Đông. Vào ngày 2 tháng 9 năm 1914, quân đội Nhật đổ bộ vào tỉnh Sơn Đông của Trung Quốc và bao vây khu định cư của người Đức tại Thanh Đảo (Tsingtao). Trong tháng 10, hoạt động hầu như độc lập với chính quyền dân sự, Hải quân Hoàng gia Nhật đã chiếm đóng một số quần đảo thuộc Đức ở Thái Bình Dương - Mariana, Caroline và Quần đảo Marshall - hầu như không gặp bất kì sự chống cự nào. Hải quân Nhật đã cho tiến hành các cuộc không kích đầu tiên trên thế giới từ tàu chở thủy phi cơ Wakamiya; mục tiêu là các vùng đất do Đức nắm giữ ở tỉnh Sơn Đông và các tàu bè ở Vịnh Giao Châu. Vào ngày 6 tháng 9 năm 1914, thủy phi cơ mang bom cất cánh từ chiếc Wakamiya đã tấn công tàu tuần dương Austro-Hunger Kaiserin Elisabeth và pháo hạm Jaguar của Đức  nhưng không thành công.
Cuộc bao vây Thanh Đảo kết thúc với việc đầu hàng của lực lượng thuộc địa Đức vào ngày 7 tháng 11 năm 1914.

## Những sự kiện năm 1915- 1916
Tháng 2 năm 1915, thủy quân lục chiến từ các tàu Hải quân Hoàng gia Nhật Bản đóng tại Singapore đã giúp đàn áp một cuộc nổi dậy của quân đội Ấn Độ chống lại chính phủ Anh. Nhờ sự tham gia của các đồng minh châu Âu của mình vào chiến sự ở châu Âu, Nhật Bản tìm cách củng cố vị trí của mình tại Trung Quốc bằng cách đề ra 21 yêu sách với Tổng thống Trung Quốc Viên Thế Khải vào tháng 1 năm 1915. Nếu đạt được, 21 yêu sách này sẽ biến Trung Quốc trở thành một đất nước bị bảo hộ bởi Nhật Bản và với nhiều ưu đãi mà các cường quốc châu Âu đã giành được khi tham gia phân chia phạm vi ảnh hưởng của họ ở Trung Quốc. Trước các cuộc đàm phán diễn ra chậm chạp với chính phủ Trung Quốc và tình hình chống Nhật lan rộng và ngày càng tăng, cũng như sự lên án quốc tế (đặc biệt là từ Hoa Kỳ), Nhật Bản đã rút khỏi nhóm yêu cầu cuối cùng và hiệp ước đã được ký bởi chính quyền Trung Quốc vào ngày 25 tháng 5 năm 1915.
Trong suốt những năm 1915-1916, những nỗ lực của Đức trong việc đàm phán một hòa ước riêng với Nhật Bản đã thất bại. Vào ngày 3 tháng 7 năm 1916, Nhật Bản và Nga đã ký một hiệp ước, theo đó cả hai bên đều cam kết không kí kết bất kì hòa ước riêng nào với Đức, và đồng ý tham vấn và hành động chung nếu lãnh thổ hoặc lợi ích của mỗi bên ở Trung Quốc bị đe doạ bởi bên thứ ba bên ngoài. Mặc dù Nga đã tuyên bố chủ quyền lãnh thổ Trung Quốc bằng hiệp ước Kyakhta và các hiệp ước khác,Nhật Bản vẫn ngăn cản Nga rút khỏi Hắc Long Giang và bắt đầu loại bỏ các quyền lực khác chi phối ở Trung Quốc như Đức, theo 21 yêu sách (1915). Đường sắt Đông Trung Quốc là đường phân định phạm vi ảnh hưởng của Nga (phía Bắc) và Nhật Bản (phía nam)

## Những sự kiện năm 1917
Vào ngày 18 tháng 12 năm 1916, Bộ Hải quân Anh lần nữa yêu cầu Nhật Bản trợ giúp về vấn đề hải quân. Hai trong số bốn con tàu tuần dương của Phi đội Đặc biệt Đầu tiên ở Singapore đã được gửi đến Thị trấn Cape, Nam Phi, và bốn tàu khu trục đã được gửi đến Địa Trung Hải để đưa ra khỏi Malta. Đô đốc Sato Kozo trên tàu tuần dương Akashi và các đơn vị tàu khu trục 10 và 11 (tám tàu khu trục) đã đến Malta vào ngày 13 tháng 4 năm 1917 qua Colombo và Port Said. Thậm chí trong suốt cuộc chiến, Phi đội Đặc biệt Thứ hai này có tổng cộng 3 tàu tuần dương chiến tranh (Akashi, Izumo, Nisshin), 14 tàu khu trục (8 tàu khu trục lớp Kaba, 4 tàu khu trục lớp Momo, 2 tàu khu trục cũ lớp Acorn của Anh), 2 tàu tuần tra và 1 tàu tiếp nhiên liệu.
Phi đội đặc biệt thứ hai thực hiện nhiệm vụ hộ tống cho các chiến dịch quân đội và các hoạt động chống tàu ngầm. Không có con tàu nào bị mất, nhưng vào ngày 11 tháng 6 năm 1917, một tàu khu trục lớp Kaba (Sakaki) đã bị trúng ngư lôi từ tàu ngầm Austro-Hungarian (U 27) ngoài khơi đảo Crete; 59 thủy thủ Nhật đã chết. Phi đội Nhật đã thực hiện tổng cộng 348 cuộc tấn công hộ tống từ Malta, hộ tống 788 tàu có chứa khoảng 700.000 lính. Phi đội này đã đóng góp rất nhiều vào nỗ lực chiến tranh. Hơn 7.075 người đã được giải cứu khỏi tàu bị hư hỏng và chìm. Đổi lại cho sự trợ giúp này, Anh đã công nhận phạm vi lãnh thổ của Nhật Bản ở Sơn Đông và ở các hòn đảo Thái Bình Dương phía bắc đường xích đạo.
Với sự tham gia của Hoa Kỳ vào Thế chiến thứ nhất vào ngày 6 tháng 4 năm 1917, Hoa Kỳ và Nhật Bản đã cùng đứng về một phía, bất chấp mối quan hệ ngày càng gay gắt ở Trung Quốc và sự cạnh tranh về ảnh hưởng ở Thái Bình Dương. Điều này đã dẫn tới Hiệp định Lansing-Ishii vào ngày 2 tháng 11 năm 1917 để giúp giảm căng thẳng.
Vào cuối năm 1917, Nhật Bản đã xuất khẩu tới Pháp 12 tàu khu trục lớp Arabe, giúp tăng cường sức mạnh của Pháp trong các nỗ lực chống lại Hải quân Đế quốc Đức. 12 con tàu này được thiết kế dựa trên mẫu thiết kế của lớp Kaba.

## Những sự kiện năm 1918

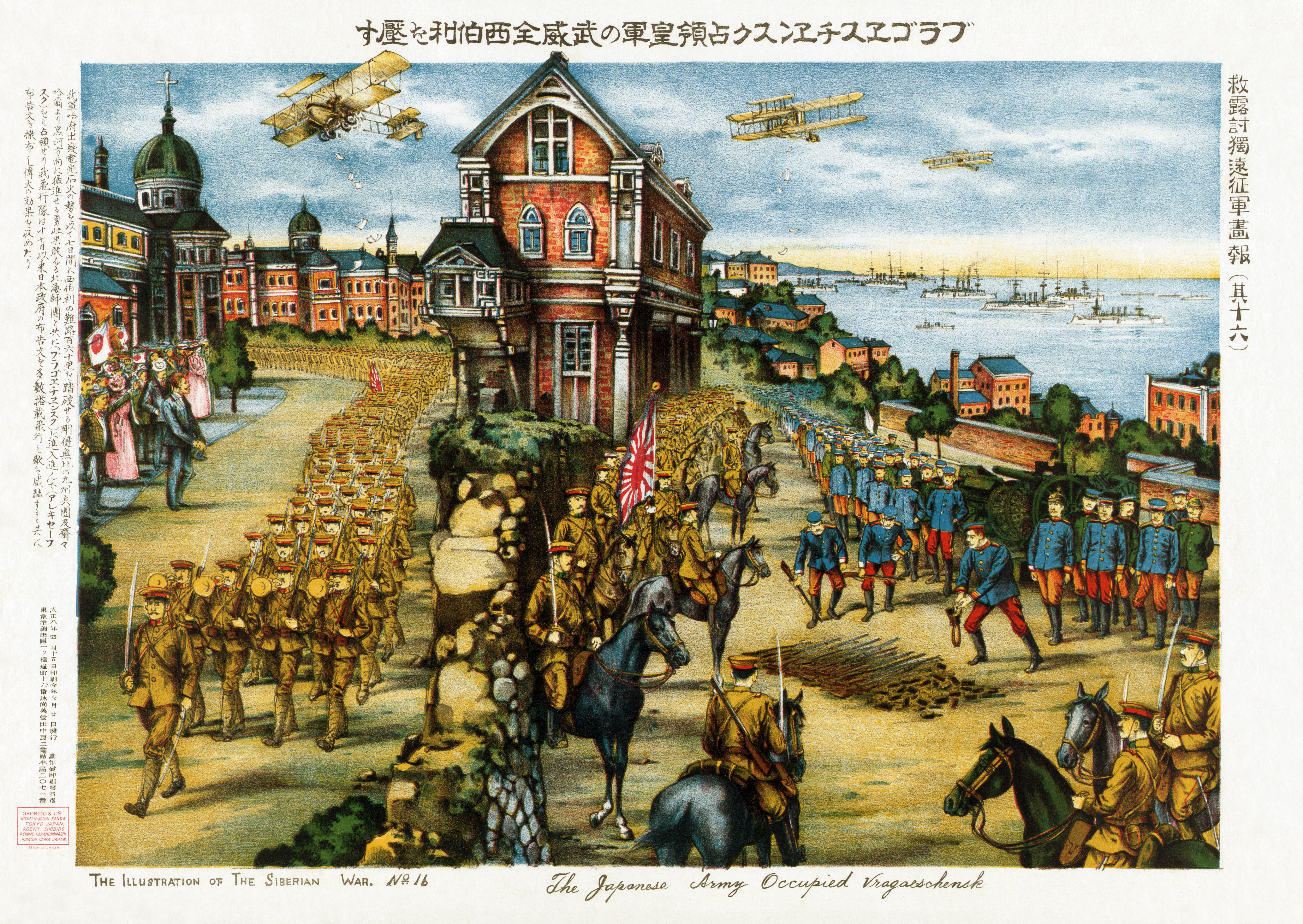
In thạch bản của Nhật mô tả việc bắt giữ Blagoveshchensk

Năm 1918, Nhật Bản tiếp tục mở rộng ảnh hưởng và đặc quyền của mình tại Trung Quốc thông qua món nợ Nishihara. Sau cuộc Cách mạng Bolshevik ở Nga, Nhật Bản và Hoa Kỳ đã phái lực lượng tới Siberia vào năm 1918 để củng cố các đội quân của Đô đốc Alexander Kolchak chống lại Hồng quân Bolshevik. Trong cuộc can thiệp Siberia này, quân đội Hoàng gia Nhật Bản lên kế hoạch cử hơn 70.000 quân đến chiếm đóng lãnh thổ đến tận vùng đất hồ Baikal phía Tây Siberia. Kế hoạch này đã bị thu nhỏ đáng kể do sự phản đối từ Hoa Kỳ.
Đến cuối chiến tranh, Nhật Bản ngày càng đáp ứng đầy đủ các đơn đặt hàng cho các vật liệu chiến tranh cần thiết cho các đồng minh châu Âu của mình. Sự bùng nổ thời chiến đã giúp đa dạng hóa ngành công nghiệp của đất nước, tăng xuất khẩu, và lần đầu tiên trong lịch sử, nó đã biến Nhật Bản từ con nợ sang nước chủ nợ. Xuất khẩu tăng gấp 4 lần từ năm 1913 đến năm 1918. Dòng vốn đổ vào Nhật Bản và sự bùng nổ của ngành công nghiệp sau đó dẫn tới lạm phát nhanh. Vào tháng 8 năm 1918, những cuộc bạo loạn gạo gây ra bởi lạm phát này đã bùng nổ ở các thị trấn và thành phố trên khắp Nhật Bản.

## Những sự kiện năm 1919
Năm 1919, người đại diện của Nhật- Saionji Kinmochi, ngồi bên cạnh "Đại Tứ" quyền lực (Lloyd George, Orlando, Wilson, Clemenceau) tại Hội nghị Hòa bình Versailles. Tokyo đã giành được ghế thường trực trong Hội đồng Liênương của Đức nằm dưới sự ủy quyền của Nhật Bản, được gọi là ủy ban Nam Thái Bình Dương. Mặc dù sức mạnh của Nhật Bản trên quy mô toàn cầu và sự đóng góp đáng kể của nó đối với nỗ lực chiến tranh liên quan nhằm đáp lại lời cầu cứu của Anh đối với sự trợ giúp ở Địa Trung Hải và Đông Á, các cường quốc phương Tây có mặt tại Hiệp ước Versailles đã bác bỏ đề xuất của Nhật Bản về một điều khoản về bình đẳng giới tính Hiệp ước Versailles. Tuy nhiên, không có bất kì nghi ngờ gì khi Nhật Bản trở thành một cường quốc trong chính sách quốc tế vào lúc kết thúc chiến tranh.
Sự thịnh vượng do Thế chiến I mang lại không kéo dài. Mặc dù ngành công nghiệp nhẹ của Nhật Bản đã giành được thị phần lớn trên thị trường thế giới, nhưng Nhật Bản đã trở lại vị thế của con nợ sau khi chiến tranh kết thúc. Chiến thắng dễ dàng của Nhật Bản, tác động tiêu cực của cuộc suy thoái Showa vào năm 1926, và sự mất ổn định chính trị nội bộ đã góp phần vào sự nổi dậy của Nhật Bản vào cuối những năm 1920-1930.